# Клемон Лефер
Клемон Лефер (фр. Clément Lefert; рођен 26. септембра 1987. у Ници) је француски пливач слободним и делфин стилом. Тренутно студира економију на Универзитету Јужна Калифорнија у Лос Анђелесу.
На Летњим олимпијским играма 2012. у Лондону освојио је златну медаљу у штафети 4х100 метара слободно (пливао трећу измену у времену 47,39) те сребро на 4х200 метара слободно (такође као трећа измена, резултат 1:46,00).

## Лични рекорди
- 50 м делфин - 23,97
- 100 м делфин - 51,42 (национални рекорд; 25. април 2009. Монпеље)
- 200 м делфин - 1:55,05
- 100 м слободно - 48,64
- 200 м слободно - 1:46,90